# Византийская Испания

Византийская Испания в 565—586 годах

Византийская Испания (также Спания, лат. Provincia Spaniae) — владения Восточной Римской империи в Испании в 552—624 годах, на землях, отвоеванных войсками императора Юстиниана у королевства вестготов.

## Завоевание
Поводом для экспедиции в Испанию послужило обращение к императору вестготского аристократа Атанагильда, поднявшего восстание против короля Агилы I. Атанагильд просил оказать ему военную помощь, вероятно, обещая взамен, что вестготы снова признают себя федератами империи. По другому предположению, он уступал византийцам территорию на юге полуострова, который вестготы и так не контролировали.
Юстиниан воспользовался случаем вернуть Испанию под власть империи и весной 552 года отправил туда экспедицию во главе с патрицием Либерием. Покорение южной Испании облегчалось тем обстоятельством, что на этой территории сохранились римские порядки, власть местных магнатов, а жители, исповедовавшие ортодоксальное христианство, были враждебны готам-арианам. К тому же портовые города юга имели прочные торговые связи с Востоком.
К этому времени владения Византии уже вплотную приблизились к Испании. В ходе Вандальской войны византийцы овладели африканским побережьем, крайним пунктом их владений на западе был Септем (Сеута), находившийся напротив испанского берега; Балеарские острова также были отвоеваны у вандалов.
Детали кампании нам неизвестны. Прокопий о ней вообще не упоминает, а сообщения Иордана и Исидора Севильского слишком скудны. К моменту высадки имперских войск Агила уже был убит, и престол занял Атанагильд. Сторонники Агилы, впрочем, ещё продолжали сопротивление, а потому помешать византийцам король не мог. Договор с империей он соблюдать не собирался и через некоторое время начал с византийцами войну, результатов которой мы также не знаем. Очевидно, что для вестготов она была не слишком удачной, так как они не смогли изгнать византийцев и не смогли помешать им организовать на юге полуострова свою провинцию.
Однако, как полагают исследователи, и византийцы в Испании не встретили тёплого приёма. Местная романская знать, не подчинявшаяся готам, не хотела признавать и власть императора. Не имея достаточной поддержки со стороны местного населения, оставалось рассчитывать только на военную силу, но Юстиниан, занятый войной на нескольких фронтах, не мог направить в Испанию значительных контингентов. Поэтому с мечтами о завоевании полуострова пришлось распроститься и ограничиться небольшими территориями. Около 554 года был заключён мирный договор, установивший границу византийских владений.

## Границы и управление
Вопрос о границах Византийской Испании является давним предметом споров. Сведения в источниках очень скудные, а данные археологии могут быть интерпретированы по-разному. Существуют две крайние точки зрения: одни исследователи предполагают, что византийцы овладели всем югом Иберийского полуострова, включая его западное окончание (современную Алгарви), другие считают, что провинция состояла из нескольких приморских анклавов без хинтерланда, связь между которыми осуществлялась по морю.
Ряд исследователей полагает, что первоначальной столицей провинции была Кордуба, однако, есть серьёзные сомнения в том, что византийцы вообще владели Кордубой и Гиспалисом. Скорее всего, эти города были независимы и от вестготов и от империи. Если это так, то столицей с самого начала являлась Картагена Спартария (Картахена), бывший центр римской провинции Карфагенская Испания.
В административном отношении Испания подчинялась преторианскому префекту Африки. Возможно, что в состав новой провинции вошли Балеарские острова, бывшие во времена Римской империи частью Испанского диоцеза.
Патриций Либерий если и управлял провинцией, то очень недолго, так как уже в 553 году он вернулся в Константинополь. Постоянные войны с вестготами требовали объединения в одних руках военной и гражданской власти, по образцу Африки и Италии, где были созданы экзархаты.

## Войны с Леовигильдом
Вестготский король Леовигильд воспользовался осложнением внешнеполитического положения Византии, на италийские владения которой в 568 году напали лангобарды, и в 570 году начал военные действия, перейдя Бетис и опустошив значительную часть византийских территорий. В следующем году он добился ещё больших успехов: с помощью предателя захватил хорошо укреплённый Асидон (Медина-Сидония), и оттеснил византийцев к побережью. Только отсутствие флота не позволило ему довести дело до конца и изгнать из Испании имперские войска. Затем он подчинил Кордубу, до этого времени сохранявшую независимость. В 572 году был заключён мир, по которому к вестготам отходила долина Бетиса, а византийцы сохраняли только узкую прибрежную полосу.
Следующее столкновение с вестготами произошло во время гражданской войны в 580-х годах. Сын Леовигильда Герменегильд провозгласил себя королём и поднял мятеж против отца при поддержке испано-римской знати. Его опорой были города Бетики: Кордуба, Гиспалис и Эмерита Августа (Мерида). Герменегильд перешёл в ортодоксальную (католическую) веру и рассчитывал на поддержку единоверцев: византийцев и свевов. Он вступил в переписку с императорами Тиберием II и Маврикием, а епископ Леандр Севильский, один из лидеров романской аристократии, отправился в Константинополь просить помощи.
Византийское правительство было не в состоянии направить в Испанию дополнительные силы, а местных войск было недостаточно. Король свевов Мирон в 583 году двинулся на помощь, но был разбит и погиб. Византийцы воспользовались гражданской войной и присоединили к своим владениям Кордубу, однако, в 584 году Леовигильд снова захватил её.

## Коменциол

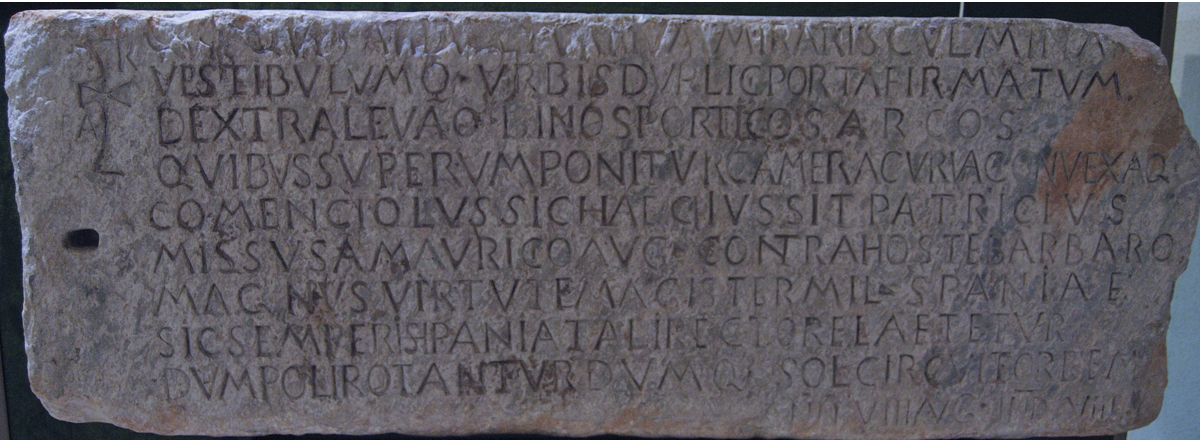
Надпись, прославляющая Коменциола. Картахена. 589/590 год

Победы Леовигильда угрожали византийцам потерей владений в Испании. Граница с вестготами настолько приблизилась к Картагене, что стала видна из города. Для исправления ситуации Маврикий послал в Испанию опытного военачальника Коменциола. В Картахене сохранилась надпись в его честь, датированная 589/590 годом. Коменциол именуется там патрицием, магистром войск (magister militum Spaniae) и ректором провинции. Он объединил в своих руках военное командование и гражданское управление, занимаясь, по свидетельству папы Григория I, даже назначением и смещением епископов.
Коменциолу удалось отвоевать часть территории, захваченной вестготами, и к 589 году вернуть Асидон.

## Падение Византийской Испании
В 602 году Маврикий был свергнут и убит, после чего началась затяжная война с персами. Этим воспользовался вестготский король Виттерих, начавший войну с византийцами с целью овладения южной Бетикой и выхода к проливу. Возможно, в это время вестготы снова захватили Асидон.
Решительную победу над византийцами одержал король Сисебут. Византийцы были разбиты в двух сражениях и наместник провинции патриций Цезарий просил у вестготского короля мира. Тот согласился на переговоры, и в Константинополь было направлено совместное посольство. Императору, однако, было не до испанских дел, и послы вернулись ни с чем. Либо Ираклий согласился на сдачу Картагены и большей части территории. Также была потеряна Малака (Малага), второй по значению город провинции.
В 623—625 годах король Свинтила захватил почти все остатки византийских владений. По-видимому, все, что осталось у византийцев, это несколько пунктов в районе нынешнего Альхесираса, что вкупе с обладанием Септемом позволяло контролировать Гибралтарский пролив. Провинция Спания перестала существовать, её остатки были включены в Мавретанию II.

## Экономика
Установление византийской власти вызвало оживление торговли на юге Испании. В Картагене был открыт монетный двор, который чеканил не только золотые солиды (монету чеканили и вестготы, но у них она была просто символом суверенитета), но и мелкую разменную монету, обеспечивавшую нужды торговли. Произошло возрождение рыночной экономики, пришедшей в упадок за время господства варваров. Помимо Картагены, возросла роль Малаки, ставшей важным транзитным пунктом для североафриканского импорта.
Вместе с тем, постоянные войны с вестготами и закрытие границы прервали экономические связи городов Византийской Испании с прочими городами полуострова и привели к переориентации на торговлю с Африкой и Востоком. Ожесточенные войны и частые набеги подрывали хозяйство в пограничных районах, а на саму провинцию легло бремя имперской налоговой системы. Это вызывало недовольство населения, чем пользовались вестготские короли.
При этом вестготское завоевание принесло новые беды, нанеся непоправимый вред местной экономике. Варвары намеренно разрушали взятые города, порты и торговые центры были разрушены повсеместно. Уничтожая порты, вестготы хотели воспрепятствовать возможной высадке византийцев, а нанося удар по торговым центрам, они ослабляли позиции торговцев — общественной группы, наиболее тесно связанной с Восточной империей.

## Культурное влияние Византии
В регионах Пиренейского полуострова, оказавшихся в VI веке под властью Византийской империи, на местную культуру значительное влияние оказывала культура византийской Африки. Данный факт объясняется давними, а при византийцах вновь возобновившимися, связями Южной Испании с Северной Африкой, которую Юстиниан также аннексировал, создав административную единицу Африканский экзархат с центром в Карфагене. Данный факт подтверждают археологические раскопки двух церквей: в Альгезаресе к югу от г. Мурсия и в Сан-Педро-де-Алькантара близ современного г. Малага. В окрестностях г. Картахена были также обнаружены многочисленные амфоры и глиняная посуда североафриканского производства, что говорит об активных торговых связях испанских и африканских владений империи.
Византия оказала культурное влияние и на Толедское королевство. С конца VI века вестготские короли начали подражать византийцам в организации придворного чиновного аппарата и в некоторых внешних атрибутах власти монарха. Историки права отмечают обширные заимствования готскими законодателями юридических норм из кодекса Юстиниана. Сильное влияние Византия оказала на испанскую церковь: от манеры писания икон и формы литургии, до характера монастырских уставов.
Археологические данные свидетельствуют, что с середины VI века предметы и украшения, изготовленные в готском стиле, выходят из моды, и все более широкое распространение получает ремесленная продукция, носящая отпечаток византийского стиля. Архитектура также обнаруживает значительное византийское влияние.